# اس‌ام یوسی-۴۶
اس‌ام یوسی-۴۶ (به انگلیسی: SM UC-46) یک زیردریایی بود که طول آن ۱۷۰ فوت ۱ اینچ (۵۱٫۸۴ متر) بود. این زیردریایی در سال ۱۹۱۶ ساخته شد.